# Primera División de Chile
Primera División de Chile (ze względów sponsorskich Campeonato Itaú) – najwyższa klasa rozgrywkowa piłki nożnej mężczyzn w Chile. Występuje w niej szesnaście klubów, z których najlepszy zostaje mistrzem Chile.
Rozgrywki są toczone systemem ligowym. Na koniec rocznego sezonu (rozgrywanego systemem wiosna-jesień) drużyna, która uzbierała najwięcej punktów zdobywa tytuł mistrzowski, a druga drużyna w tabeli tytuł wicemistrzowski. Zespoły z dwóch ostatnich miejsc w tabeli spadają do drugiej ligi. Trzy pierwsze drużyny w tabeli kwalifikują się do rozgrywek Copa Libertadores, zaś drużyny z miejsc 4–7 do rozgrywek Copa Sudamericana.

## Aktualny skład
|  |  | Klub                 | Miasto       | Założenie | Stadion                               | Pojemność     |
|  |  | -------------------- | ------------ | --------- | ------------------------------------- | ------------- |
|  |  | Audax Italiano       | Santiago     | 1910      | Bicentenario de La Florida            | 11 637 miejsc |
|  |  | Cobreloa             | Calama       | 1977      | Zorros del Desierto                   | 12 102 miejsc |
|  |  | Cobresal             | El Salvador  | 1979      | El Cobre                              | 11 240 miejsc |
|  |  | Colo-Colo            | Santiago     | 1925      | Monumental                            | 43 667 miejsc |
|  |  | Coquimbo Unido       | Coquimbo     | 1958      | Francisco Sánchez Rumoroso            | 17 000 miejsc |
|  |  | Deportes Copiapó     | Copiapó      | 1999      | Luis Valenzuela Hermosilla            | 8 000 miejsc  |
|  |  | Deportes Iquique     | Iquique      | 1978      | Tierra de Campeones                   | 13 171 miejsc |
|  |  | Everton              | Viña del Mar | 1909      | Sausalito                             | 19 200 miejsc |
|  |  | Huachipato           | Talcahuano   | 1947      | Huachipato-CAP Acero                  | 10 032 miejsc |
|  |  | Ñublense             | Chillán      | 1916      | Bicentenario Municipal Nelson Oyarzún | 11 319 miejsc |
|  |  | O’Higgins            | Rancagua     | 1955      | El Teniente                           | 12 476 miejsc |
|  |  | Palestino            | Santiago     | 1920      | Municipal de La Cisterna              | 6 000 miejsc  |
|  |  | Unión Española       | Santiago     | 1897      | Santa Laura                           | 19 887 miejsc |
|  |  | Unión La Calera      | La Calera    | 1957      | Municipal Nicolás Chahuán Nazar       | 8 353 miejsc  |
|  |  | Universidad Católica | Santiago     | 1937      | San Carlos de Apoquindo               | 20 000 miejsc |
|  |  | Universidad de Chile | Santiago     | 1927      | Nacional Julio Martínez Prádanos      | 46 190 miejsc |

## Historia
W roku 1997 rozgrywki podzielono na dwa turnieje - Apertura i Clausura. Mistrz każdego z tych turniejów był mistrzem Chile. W latach 1998–2001 powrócono do poprzedniego modelu, w którym w jednym roku był jeden mistrz - zwycięzca ligi. Jednak w roku 2002 przywrócono podział na turnieje Apertura i Clausura i odtąd Chile w jednym sezonie ma dwóch mistrzów kraju.

## Triumfatorzy
| 1933            | Magallanes (1)            | 2–1         | Colo-Colo                 | Luis Carvallo          | Colo-Colo                 | 9  | Arturo Torres         | Magallanes           |
| 1934            | Magallanes (2)            | brak        | Audax Italiano            | Carlos Giudice         | Audax Italiano            | 19 | Arturo Torres (2)     | Magallanes           |
| 1935            | Magallanes (3)            | brak        | Audax Italiano            | Aurelio Domínguez      | Colo-Colo                 | 12 | Arturo Torres (3)     | Magallanes           |
| 1935            | Magallanes (3)            | brak        | Audax Italiano            | Guillermo Ogaz         | Magallanes                | 12 | Arturo Torres (3)     | Magallanes           |
| 1936            | Audax Italiano (1)        | brak        | Magallanes                | Hernán Bolaños         | Audax Italiano            | 14 | Carlos Giudice        | Audax Italiano       |
| 1937            | Colo-Colo (1)             | brak        | Magallanes                | Hernán Bolaños (2)     | Audax Italiano            | 16 | Arturo Torres (4)     | Colo-Colo            |
| 1938            | Magallanes (4)            | brak        | Audax Italiano            | Gustavo Pizarro        | Badminton                 | 17 | Leoncio Veloso        | Magallanes           |
| 1939            | Colo-Colo (2)             | brak        | Santiago Morning          | Alfonso Domínguez      | Colo-Colo                 | 32 | Franz Platko          | Colo-Colo            |
| 1940            | Universidad de Chile (1)  | brak        | Audax Italiano            | Víctor Alonso          | Magallanes                | 20 | Luis Tirado           | Universidad de Chile |
| 1940            | Universidad de Chile (1)  | brak        | Audax Italiano            | Pedro Valenzuela       | Universidad de Chile      | 20 | Luis Tirado           | Universidad de Chile |
| 1941            | Colo-Colo (3)             | brak        | Santiago Morning          | José Profetta          | Santiago National         | 19 | Franz Platko (2)      | Colo-Colo            |
| 1942            | Santiago Morning (1)      | brak        | Magallanes                | Domingo Romo           | Santiago Morning          | 16 | José Luis Boffi       | Santiago Morning     |
| 1943            | Unión Española (1)        | brak        | Colo-Colo                 | Luis Machuca           | Unión Española            | 17 | Atanasio Pardo        | Unión Española       |
| 1943            | Unión Española (1)        | brak        | Colo-Colo                 | Víctor Mancilla        | Universidad Católica      | 17 | Atanasio Pardo        | Unión Española       |
| 1944            | Colo-Colo (4)             | brak        | Audax Italiano            | Juan Alcántara         | Audax Italiano            | 19 | Luis Tirado (2)       | Colo-Colo            |
| 1944            | Colo-Colo (4)             | brak        | Audax Italiano            | Alfonso Domínguez (2)  | Colo-Colo                 | 19 | Luis Tirado (2)       | Colo-Colo            |
| 1945            | Green Cross (1)           | brak        | Unión Española            | Ubaldo Cruche          | Universidad de Chile      | 17 | Eugenio Soto          | Green Cross          |
| 1945            | Green Cross (1)           | brak        | Unión Española            | Hugo Giorgi            | Audax Italiano            | 17 | Eugenio Soto          | Green Cross          |
| 1945            | Green Cross (1)           | brak        | Unión Española            | Juan Zárate            | Green Cross               | 17 | Eugenio Soto          | Green Cross          |
| 1946            | Audax Italiano (2)        | brak        | Magallanes                | Ubaldo Cruche (2)      | Universidad de Chile      | 25 | Raúl Marchant         | Audax Italiano       |
| 1947            | Colo-Colo (5)             | brak        | Audax Italiano            | Apolonides Vera        | Santiago National         | 17 | Enrique Sorrel        | Colo-Colo            |
| 1948            | Audax Italiano (3)        | brak        | Unión Española            | Juan Zárate (2)        | Audax Italiano            | 22 | Salvador Nocetti      | Audax Italiano       |
| 1949            | Universidad Católica (1)  | brak        | Santiago Wanderers        | Mario Lorca            | Unión Española            | 20 | Alberto Buccicardi    | Universidad Católica |
| 1950            | Everton (1)               | 1–0 (pd)    | Unión Española            | Félix Díaz             | Green Cross               | 21 | Martín García         | Everton              |
| 1951            | Unión Española (2)        | 1–0         | Audax Italiano            | Rubén Aguilera         | Santiago Morning          | 21 | Isidro Lángara        | Unión Española       |
| 1951            | Unión Española (2)        | 1–0         | Audax Italiano            | Carlos Tello           | Audax Italiano            | 21 | Isidro Lángara        | Unión Española       |
| 1952            | Everton (2)               | brak        | Colo-Colo                 | René Meléndez          | Everton                   | 30 | Martín García (2)     | Everton              |
| 1953            | Colo-Colo (6)             | brak        | Palestino                 | Jorge Robledo          | Colo-Colo                 | 26 | Franz Platko (3)      | Colo-Colo            |
| 1954            | Universidad Católica (2)  | brak        | Colo-Colo                 | Jorge Robledo (2)      | Colo-Colo                 | 25 | William Burnickell    | Universidad Católica |
| 1955            | Palestino (1)             | brak        | Colo-Colo                 | Nicolás Moreno         | Green Cross               | 27 | Boris Stefanović      | Palestino            |
| 1956            | Colo-Colo (7)             | brak        | Santiago Wanderers        | Guillermo Villarroel   | O’Higgins                 | 19 | Enrique Fernández     | Colo-Colo            |
| 1957            | Audax Italiano (4)        | brak        | Universidad de Chile      | Gustavo Albella        | Green Cross               | 27 | Ladislao Pakozdi      | Audax Italiano       |
| 1958            | Santiago Wanderers (1)    | brak        | Colo-Colo                 | Gustavo Albella (2)    | Green Cross               | 23 | José Pérez            | Santiago Wanderers   |
| 1958            | Santiago Wanderers (1)    | brak        | Colo-Colo                 | Carlos Verdejo         | Deportes La Serena        | 23 | José Pérez            | Santiago Wanderers   |
| 1959            | Universidad de Chile (2)  | 2–1         | Colo-Colo                 | José Benito Ríos       | O’Higgins                 | 22 | Luis Álamos           | Universidad de Chile |
| 1960            | Colo-Colo (8)             | brak        | Santiago Wanderers        | Juan Falcón            | Palestino                 | 21 | Hernán Carrasco       | Colo-Colo            |
| 1961            | Universidad Católica (3)  | 1–1         | Universidad de Chile      | Carlos Campos          | Universidad de Chile      | 24 | Miguel Mocciola       | Universidad Católica |
| 1961            | Universidad Católica (3)  | 3–2         | Universidad de Chile      | Honorino Landa         | Unión Española            | 24 | Miguel Mocciola       | Universidad Católica |
| 1962            | Universidad de Chile (3)  | 5–3         | Universidad Católica      | Carlos Campos (2)      | Universidad de Chile      | 34 | Luis Álamos (2)       | Universidad de Chile |
| 1963            | Colo-Colo (9)             | brak        | Universidad de Chile      | Luis Hernán Álvarez    | Colo-Colo                 | 37 | Hugo Tassara          | Colo-Colo            |
| 1964            | Universidad de Chile (4)  | brak        | Universidad Católica      | Daniel Escudero        | Everton                   | 25 | Luis Álamos (3)       | Universidad de Chile |
| 1965            | Universidad de Chile (5)  | brak        | Universidad Católica      | Héctor Scandolli       | Rangers                   | 25 | Luis Álamos (4)       | Universidad de Chile |
| 1966            | Universidad Católica (4)  | brak        | Colo-Colo                 | Felipe Bracamonte      | Unión San Felipe          | 21 | Luis Vidal            | Universidad Católica |
| 1966            | Universidad Católica (4)  | brak        | Colo-Colo                 | Carlos Campos (3)      | Universidad de Chile      | 21 | Luis Vidal            | Universidad Católica |
| 1967            | Universidad de Chile (6)  | brak        | Universidad Católica      | Eladio Zárate          | Unión Española            | 28 | Alejandro Scopelli    | Universidad de Chile |
| 1968            | Santiago Wanderers (2)    | brak        | Universidad Católica      | Carlos Reinoso         | Audax Italiano            | 21 | José Pérez (2)        | Santiago Wanderers   |
| 1969            | Universidad de Chile (7)  | brak        | Rangers                   | Eladio Zárate (2)      | Unión Española            | 22 | Ulises Ramos          | Universidad de Chile |
| 1970            | Colo-Colo (10)            | 2–1 (pd)    | Unión Española            | Osvaldo Castro         | Deportes Concepción       | 36 | Francisco Hormazábal  | Colo-Colo            |
| 1971            | Unión San Felipe (1)      | brak        | Universidad de Chile      | Eladio Zárate (3)      | Universidad de Chile      | 25 | Luis Santibáñez       | Unión San Felipe     |
| 1972            | Colo-Colo (11)            | brak        | Unión Española            | Fernando Espinoza      | Magallanes                | 25 | Luis Álamos (5)       | Colo-Colo            |
| 1973            | Unión Española (3)        | brak        | Colo-Colo                 | Guillermo Yávar        | Unión Española            | 21 | Luis Santibáñez (2)   | Unión Española       |
| 1974            | Huachipato (1)            | brak        | Palestino                 | Julio Crisosto         | Colo-Colo                 | 28 | Pedro Morales         | Huachipato           |
| 1975            | Unión Española (4)        | brak        | Deportes Concepción       | Víctor Pizarro         | Santiago Morning          | 27 | Luis Santibáñez (3)   | Unión Española       |
| 1976            | Everton (3)               | 0–0         | Unión Española            | Óscar Fabbiani         | Palestino                 | 23 | Pedro Morales (2)     | Everton              |
| 1976            | Everton (3)               | 3–1         | Unión Española            | Óscar Fabbiani         | Palestino                 | 23 | Pedro Morales (2)     | Everton              |
| 1977            | Unión Española (5)        | brak        | Everton                   | Óscar Fabbiani (2)     | Palestino                 | 34 | Luis Santibáñez (4)   | Unión Española       |
| 1978            | Palestino (2)             | brak        | Cobreloa                  | Óscar Fabbiani (3)     | Palestino                 | 35 | Caupolicán Peña       | Palestino            |
| 1979            | Colo-Colo (12)            | brak        | Cobreloa                  | Carlos Caszely         | Colo-Colo                 | 20 | Pedro Morales (3)     | Colo-Colo            |
| 1980            | Cobreloa (1)              | brak        | Universidad de Chile      | Carlos Caszely (2)     | Colo-Colo                 | 26 | Vicente Cantatore     | Cobreloa             |
| 1981            | Colo-Colo (13)            | brak        | Cobreloa                  | Víctor Cabrera         | San Luis                  | 20 | Pedro García          | Colo-Colo            |
| 1981            | Colo-Colo (13)            | brak        | Cobreloa                  | Carlos Caszely (3)     | Colo-Colo                 | 20 | Pedro García          | Colo-Colo            |
| 1981            | Colo-Colo (13)            | brak        | Cobreloa                  | Luis Marcoleta         | Magallanes                | 20 | Pedro García          | Colo-Colo            |
| 1982            | Cobreloa (2)              | brak        | Colo-Colo                 | Jorge Luis Siviero     | Cobreloa                  | 18 | Vicente Cantatore (2) | Cobreloa             |
| 1983            | Colo-Colo (14)            | brak        | Cobreloa                  | Washington Olivera     | Cobreloa                  | 29 | Pedro García (2)      | Colo-Colo            |
| 1984            | Universidad Católica (5)  | brak        | Cobresal                  | Víctor Cabrera (2)     | Regional Atacama          | 18 | Ignacio Prieto        | Universidad Católica |
| 1985            | Cobreloa (3)              | brak        | Everton                   | Ivo Basay              | Magallanes                | 19 | Jorge Toro            | Cobreloa             |
| 1986            | Colo-Colo (15)            | 2–0         | Palestino                 | Sergio Salgado         | Cobresal                  | 18 | Arturo Salah          | Colo-Colo            |
| 1987            | Universidad Católica (6)  | brak        | Colo-Colo                 | Osvaldo Hurtado        | Universidad Católica      | 21 | Ignacio Prieto (2)    | Universidad Católica |
| 1988            | Cobreloa (4)              | brak        | Cobresal                  | Gustavo de Luca        | Deportes La Serena        | 18 | Miguel Hermosilla     | Cobreloa             |
| 1988            | Cobreloa (4)              | brak        | Cobresal                  | Juan José Ore          | Deportes Iquique          | 18 | Miguel Hermosilla     | Cobreloa             |
| 1989            | Colo-Colo (16)            | brak        | Universidad Católica      | Rubén Martínez         | Cobresal                  | 25 | Arturo Salah (2)      | Colo-Colo            |
| 1990            | Colo-Colo (17)            | brak        | Universidad Católica      | Rubén Martínez (2)     | Colo-Colo                 | 22 | Mirko Jozić           | Colo-Colo            |
| 1991            | Colo-Colo (18)            | brak        | Coquimbo Unido            | Rubén Martínez (3)     | Colo-Colo                 | 23 | Mirko Jozić (2)       | Colo-Colo            |
| 1992            | Cobreloa (5)              | brak        | Colo-Colo                 | Aníbal González        | Colo-Colo                 | 24 | José Sulantay         | Cobreloa             |
| 1993            | Colo-Colo (19)            | brak        | Cobreloa                  | Marco Antonio Figueroa | Cobreloa                  | 18 | Mirko Jozić (3)       | Colo-Colo            |
| 1994            | Universidad de Chile (8)  | brak        | Universidad Católica      | Alberto Acosta         | Universidad Católica      | 33 | Jorge Socías          | Universidad de Chile |
| 1995            | Universidad de Chile (9)  | brak        | Universidad Católica      | Gabriel Caballero      | Deportes Antofagasta      | 18 | Jorge Socías (2)      | Universidad de Chile |
| 1995            | Universidad de Chile (9)  | brak        | Universidad Católica      | Aníbal González (2)    | Palestino                 | 18 | Jorge Socías (2)      | Universidad de Chile |
| 1996            | Colo-Colo (20)            | brak        | Universidad Católica      | Mario Véner            | Santiago Wanderers        | 30 | Gustavo Benítez       | Colo-Colo            |
| Apertura 1997   | Universidad Católica (7)  | 0–1         | Colo-Colo                 | David Bisconti         | Universidad Católica      | 15 | Fernando Carvallo     | Universidad Católica |
| Apertura 1997   | Universidad Católica (7)  | 3–0         | Colo-Colo                 | David Bisconti         | Universidad Católica      | 15 | Fernando Carvallo     | Universidad Católica |
| Clausura 1997   | Colo-Colo (21)            | brak        | Universidad Católica      | Richart Báez           | Universidad de Chile      | 10 | Gustavo Benítez (2)   | Colo-Colo            |
| Clausura 1997   | Colo-Colo (21)            | brak        | Universidad Católica      | Rubén Vallejos         | Deportes Puerto Montt     | 10 | Gustavo Benítez (2)   | Colo-Colo            |
| 1998            | Colo-Colo (22)            | brak        | Universidad de Chile      | Pedro González         | Universidad de Chile      | 23 | Gustavo Benítez (3)   | Colo-Colo            |
| 1999            | Universidad de Chile (10) | brak        | Universidad Católica      | Mario Núñez            | O’Higgins                 | 34 | César Vaccia          | Universidad de Chile |
| 2000            | Universidad de Chile (11) | brak        | Cobreloa                  | Pedro González (2)     | Universidad de Chile      | 26 | César Vaccia (2)      | Universidad de Chile |
| 2001            | Santiago Wanderers (3)    | brak        | Universidad Católica      | Héctor Tapia           | Colo-Colo                 | 24 | Jorge Garcés          | Santiago Wanderers   |
| Apertura 2002   | Universidad Católica (8)  | 1–1         | Rangers                   | Sebastián González     | Colo-Colo                 | 18 | Juvenal Olmos         | Universidad Católica |
| Apertura 2002   | Universidad Católica (8)  | 4–0         | Rangers                   | Sebastián González     | Colo-Colo                 | 18 | Juvenal Olmos         | Universidad Católica |
| Clausura 2002   | Colo-Colo (23)            | 2–0         | Universidad Católica      | Manuel Neira           | Colo-Colo                 | 14 | Jaime Pizarro         | Colo-Colo            |
| Clausura 2002   | Colo-Colo (23)            | 3–2         | Universidad Católica      | Manuel Neira           | Colo-Colo                 | 14 | Jaime Pizarro         | Colo-Colo            |
| Apertura 2003   | Cobreloa (6)              | 0–0         | Colo-Colo                 | Salvador Cabañas       | Audax Italiano            | 18 | Nelson Acosta         | Cobreloa             |
| Apertura 2003   | Cobreloa (6)              | 4–0         | Colo-Colo                 | Salvador Cabañas       | Audax Italiano            | 18 | Nelson Acosta         | Cobreloa             |
| Clausura 2003   | Cobreloa (7)              | 2–2         | Colo-Colo                 | Gustavo Biscayzacú     | Unión Española            | 21 | Luis Garisto          | Cobreloa             |
| Clausura 2003   | Cobreloa (7)              | 2–1         | Colo-Colo                 | Gustavo Biscayzacú     | Unión Española            | 21 | Luis Garisto          | Cobreloa             |
| Apertura 2004   | Universidad de Chile (12) | 0–0         | Cobreloa                  | Patricio Galaz         | Cobreloa                  | 23 | Héctor Pinto          | Universidad de Chile |
| Apertura 2004   | Universidad de Chile (12) | 1–1 (4–2 k) | Cobreloa                  | Patricio Galaz         | Cobreloa                  | 23 | Héctor Pinto          | Universidad de Chile |
| Clausura 2004   | Cobreloa (8)              | 3–1         | Unión Española            | Patricio Galaz (2)     | Cobreloa                  | 19 | Nelson Acosta (2)     | Cobreloa             |
| Clausura 2004   | Cobreloa (8)              | 0–0         | Unión Española            | Patricio Galaz (2)     | Cobreloa                  | 19 | Nelson Acosta (2)     | Cobreloa             |
| Apertura 2005   | Unión Española (6)        | 1–0         | Coquimbo Unido            | Joel Estay             | Everton                   | 13 | Fernando Díaz         | Unión Española       |
| Apertura 2005   | Unión Española (6)        | 3–2         | Coquimbo Unido            | Héctor Mancilla        | Huachipato                | 13 | Fernando Díaz         | Unión Española       |
| Apertura 2005   | Unión Española (6)        | 3–2         | Coquimbo Unido            | Álvaro Sarabia         | Deportes Puerto Montt     | 13 | Fernando Díaz         | Unión Española       |
| Clausura 2005   | Universidad Católica (9)  | 1–0         | Universidad de Chile      | César Díaz             | Cobresal                  | 13 | Jorge Pellicer        | Universidad Católica |
| Clausura 2005   | Universidad Católica (9)  | 1–2 (5–4 k) | Universidad de Chile      | Gonzalo Fierro         | Colo-Colo                 | 13 | Jorge Pellicer        | Universidad Católica |
| Clausura 2005   | Universidad Católica (9)  | 1–2 (5–4 k) | Universidad de Chile      | Cristián Montecinos    | Deportes Concepción       | 13 | Jorge Pellicer        | Universidad Católica |
| Apertura 2006   | Colo-Colo (24)            | 2–1         | Universidad de Chile      | Humberto Suazo         | Colo-Colo                 | 19 | Claudio Borghi        | Colo-Colo            |
| Apertura 2006   | Colo-Colo (24)            | 0–1 (4–2 k) | Universidad de Chile      | Humberto Suazo         | Colo-Colo                 | 19 | Claudio Borghi        | Colo-Colo            |
| Clausura 2006   | Colo-Colo (25)            | 3–0         | Audax Italiano            | Leonardo Monje         | Universidad de Concepción | 17 | Claudio Borghi (2)    | Colo-Colo            |
| Clausura 2006   | Colo-Colo (25)            | 3–2         | Audax Italiano            | Leonardo Monje         | Universidad de Concepción | 17 | Claudio Borghi (2)    | Colo-Colo            |
| Apertura 2007   | Colo-Colo (26)            | brak        | Universidad Católica      | Humberto Suazo (2)     | Colo-Colo                 | 18 | Claudio Borghi (3)    | Colo-Colo            |
| Clausura 2007   | Colo-Colo (27)            | 1–0         | Universidad de Concepción | Carlos Villanueva      | Audax Italiano            | 20 | Claudio Borghi (4)    | Colo-Colo            |
| Clausura 2007   | Colo-Colo (27)            | 3–0         | Universidad de Concepción | Carlos Villanueva      | Audax Italiano            | 20 | Claudio Borghi (4)    | Colo-Colo            |
| Apertura 2008   | Everton (4)               | 0–2         | Colo-Colo                 | Lucas Barrios          | Colo-Colo                 | 19 | Nelson Acosta (3)     | Everton              |
| Apertura 2008   | Everton (4)               | 3–0         | Colo-Colo                 | Lucas Barrios          | Colo-Colo                 | 19 | Nelson Acosta (3)     | Everton              |
| Clausura 2008   | Colo-Colo (28)            | 1–1         | Palestino                 | Lucas Barrios (2)      | Colo-Colo                 | 18 | Marcelo Barticciotto  | Colo-Colo            |
| Clausura 2008   | Colo-Colo (28)            | 3–1         | Palestino                 | Lucas Barrios (2)      | Colo-Colo                 | 18 | Marcelo Barticciotto  | Colo-Colo            |
| Apertura 2009   | Universidad de Chile (13) | 1–1         | Unión Española            | Esteban Paredes        | Santiago Morning          | 17 | Sergio Markarián      | Universidad de Chile |
| Apertura 2009   | Universidad de Chile (13) | 1–0         | Unión Española            | Esteban Paredes        | Santiago Morning          | 17 | Sergio Markarián      | Universidad de Chile |
| Clausura 2009   | Colo-Colo (29)            | 2–2         | Universidad Católica      | Diego Rivarola         | Santiago Morning          | 13 | Hugo Tocalli          | Colo-Colo            |
| Clausura 2009   | Colo-Colo (29)            | 4–2         | Universidad Católica      | Diego Rivarola         | Santiago Morning          | 13 | Hugo Tocalli          | Colo-Colo            |
| 2010            | Universidad Católica (10) | brak        | Colo-Colo                 | Milovan Mirosevic      | Universidad Católica      | 19 | Juan Antonio Pizzi    | Universidad Católica |
| Apertura 2011   | Universidad de Chile (14) | 0–2         | Universidad Católica      | Matías Urbano          | Unión San Felipe          | 12 | Jorge Sampaoli        | Universidad de Chile |
| Apertura 2011   | Universidad de Chile (14) | 4–1         | Universidad Católica      | Matías Urbano          | Unión San Felipe          | 12 | Jorge Sampaoli        | Universidad de Chile |
| Clausura 2011   | Universidad de Chile (15) | 0–0         | Cobreloa                  | Esteban Paredes (2)    | Colo-Colo                 | 14 | Jorge Sampaoli (2)    | Universidad de Chile |
| Clausura 2011   | Universidad de Chile (15) | 3–0         | Cobreloa                  | Esteban Paredes (2)    | Colo-Colo                 | 14 | Jorge Sampaoli (2)    | Universidad de Chile |
| Apertura 2012   | Universidad de Chile (16) | 1–2         | O’Higgins                 | Enzo Gutiérrez         | O’Higgins                 | 11 | Jorge Sampaoli (3)    | Universidad de Chile |
| Apertura 2012   | Universidad de Chile (16) | 2–1 (2–0 k) | O’Higgins                 | Emanuel Herrera        | Unión Española            | 11 | Jorge Sampaoli (3)    | Universidad de Chile |
| Apertura 2012   | Universidad de Chile (16) | 2–1 (2–0 k) | O’Higgins                 | Sebastián Ubilla       | Santiago Wanderers        | 11 | Jorge Sampaoli (3)    | Universidad de Chile |
| Clausura 2012   | Huachipato (2)            | 1–3         | Unión Española            | Sebastián Sáez         | Audax Italiano            | 13 | Jorge Pellicer (2)    | Huachipato           |
| Clausura 2012   | Huachipato (2)            | 3–1 (3–2 k) | Unión Española            | Sebastián Sáez         | Audax Italiano            | 13 | Jorge Pellicer (2)    | Huachipato           |
| Transición 2013 | Unión Española (7)        | brak        | Universidad Católica      | Javier Elizondo        | Deportes Antofagasta      | 14 | José Luis Sierra      | Unión Española       |
| Transición 2013 | Unión Española (7)        | brak        | Universidad Católica      | Sebastián Sáez (2)     | Audax Italiano            | 14 | José Luis Sierra      | Unión Española       |
| Apertura 2013   | O’Higgins (1)             | 1–0         | Universidad Católica      | Luciano Vázquez        | Ñublense                  | 11 | Eduardo Berizzo       | O’Higgins            |
| Clausura 2014   | Colo-Colo (30)            | brak        | Universidad Católica      | Esteban Paredes (3)    | Colo-Colo                 | 16 | Héctor Tapia          | Colo-Colo            |
| Apertura 2014   | Universidad de Chile (17) | brak        | Santiago Wanderers        | Esteban Paredes (4)    | Colo-Colo                 | 12 | Martín Lasarte        | Universidad de Chile |
| Clausura 2015   | Cobresal (1)              | brak        | Colo-Colo                 | Esteban Paredes (5)    | Colo-Colo                 | 11 | Dalcio Giovagnoli     | Cobresal             |
| Clausura 2015   | Cobresal (1)              | brak        | Colo-Colo                 | Jean Paul Pineda       | Unión La Calera           | 11 | Dalcio Giovagnoli     | Cobresal             |
| Apertura 2015   | Colo-Colo (31)            | brak        | Universidad Católica      | Marcos Riquelme        | Palestino                 | 11 | José Luis Sierra (2)  | Colo-Colo            |
| Clausura 2016   | Universidad Católica (11) | brak        | Colo-Colo                 | Nicolás Castillo       | Universidad Católica      | 11 | Mario Salas           | Universidad Católica |
| Apertura 2016   | Universidad Católica (12) | brak        | Deportes Iquique          | Nicolás Castillo (2)   | Universidad Católica      | 13 | Mario Salas (2)       | Universidad Católica |
| Clausura 2017   | Universidad de Chile (18) | brak        | Colo-Colo                 | Felipe Mora            | Universidad de Chile      | 13 | Ángel Guillermo Hoyos | Universidad de Chile |
| Transición 2017 | Colo-Colo (32)            | brak        | Unión Española            | Bryan Carrasco         | Audax Italiano            | 10 | Pablo Guede           | Colo-Colo            |
| 2018            | Universidad Católica (13) | brak        | Universidad de Concepción | Esteban Paredes (6)    | Colo-Colo                 | 19 | Beñat San José        | Universidad Católica |
| 2019            | Universidad Católica (14) | brak        | Colo-Colo                 | Lucas Passerini        | Palestino                 | 14 | Gustavo Quinteros     | Universidad Católica |
| 2020            | Universidad Católica (15) | brak        | Unión La Calera           | Fernando Zampedri      | Universidad Católica      | 20 | Ariel Holan           | Universidad Católica |
| 2021            | Universidad Católica (16) | brak        | Colo-Colo                 | Gonzalo Sosa           | Deportes Melipilla        | 23 | Cristian Paulucci     | Universidad Católica |
| 2021            | Universidad Católica (16) | brak        | Colo-Colo                 | Fernando Zampedri (2)  | Universidad Católica      | 23 | Cristian Paulucci     | Universidad Católica |
| 2022            | Colo-Colo (33)            | brak        | Ñublense                  | Fernando Zampedri (3)  | Universidad Católica      | 18 | Gustavo Quinteros (2) | Colo-Colo            |
| 2023            | Huachipato (3)            | brak        | Cobresal                  | Fernando Zampedri (4)  | Universidad Católica      | 17 | Gustavo Álvarez       | Huachipato           |
| 2024            | Colo-Colo (34)            | brak        | Universidad de Chile      | Fernando Zampedri (5)  | Universidad Católica      | 19 | Jorge Almirón         | Colo-Colo            |

- pd – po dogrywce
- k – seria rzutów karnych

W kolumnie „mistrz” w nawiasie podano, który w swojej historii tytuł mistrzowski zdobył dany klub.

W kolumnie „zawodnik” w nawiasie podano, który w swojej karierze tytuł króla strzelców zdobył piłkarz.

W kolumnie „trener” w nawiasie podano, który w swojej karierze tytuł mistrza zdobył trener.

## Klasyfikacja medalowa
| #   | Klub                      | Tytuły | Tytuły |                    | Tytuły (lata)      | Tytuły (lata)      | Tytuły (lata)      | Tytuły (lata)      | Tytuły (lata)      | Tytuły (lata)      | Tytuły (lata)      | Tytuły (lata)      | Tytuły (lata)      | Tytuły (lata)          | Tytuły (lata)          | Tytuły (lata)          | Tytuły (lata)          | Tytuły (lata)          | Tytuły (lata)          | Tytuły (lata)          | Tytuły (lata)          | Tytuły (lata)          | Tytuły (lata)          | Tytuły (lata) |
| #   | Klub                      |        |        | Mistrzostwa (lata) | Mistrzostwa (lata) | Mistrzostwa (lata) | Mistrzostwa (lata) | Mistrzostwa (lata) | Mistrzostwa (lata) | Mistrzostwa (lata) | Mistrzostwa (lata) | Mistrzostwa (lata) | Mistrzostwa (lata) | Wicemistrzostwa (lata) | Wicemistrzostwa (lata) | Wicemistrzostwa (lata) | Wicemistrzostwa (lata) | Wicemistrzostwa (lata) | Wicemistrzostwa (lata) | Wicemistrzostwa (lata) | Wicemistrzostwa (lata) | Wicemistrzostwa (lata) | Wicemistrzostwa (lata) |               |
| --- | ------------------------- | ------ | ------ | ------------------ | ------------------ | ------------------ | ------------------ | ------------------ | ------------------ | ------------------ | ------------------ | ------------------ | ------------------ | ---------------------- | ---------------------- | ---------------------- | ---------------------- | ---------------------- | ---------------------- | ---------------------- | ---------------------- | ---------------------- | ---------------------- | ------------- |
| 1.  | Colo-Colo                 | 34     | 22     | 1937               | 1939               | 1941               | 1944               | 1947               | 1953               | 1956               | 1960               | 1963               | 1970               | 1933                   | 1943                   | 1952                   | 1954                   | 1955                   | 1958                   | 1959                   | 1966                   | 1973                   | 1982                   |               |
| 1.  | Colo-Colo                 | 34     | 22     | 1972               | 1979               | 1981               | 1983               | 1986               | 1989               | 1990               | 1991               | 1993               | 1996               | 1987                   | 1992                   | A1997                  | A2003                  | C2003                  | A2008                  | 2010                   | C2015                  | C2016                  | C2017                  |               |
| 1.  | Colo-Colo                 | 34     | 22     | C1997              | 1998               | C2002              | A2006              | C2006              | A2007              | C2007              | C2008              | C2009              | C2014              | 2019                   | 2021                   |                        |                        |                        |                        |                        |                        |                        |                        |               |
| 1.  | Colo-Colo                 | 34     | 22     | A2015              | T2017              | 2022               | 2024               |                    |                    |                    |                    |                    |                    |                        |                        |                        |                        |                        |                        |                        |                        |                        |                        |               |
|     |                           |        |        |                    |                    |                    |                    |                    |                    |                    |                    |                    |                    |                        |                        |                        |                        |                        |                        |                        |                        |                        |                        |               |
| 2.  | Universidad de Chile      | 18     | 9      | 1940               | 1959               | 1962               | 1964               | 1965               | 1967               | 1969               | 1994               | 1995               | 1999               | 1957                   | 1961                   | 1963                   | 1971                   | 1980                   | 1998                   | C2005                  | A2006                  | 2024                   |                        |               |
| 2.  | Universidad de Chile      | 18     | 9      | 2000               | A2004              | A2009              | A2011              | C2011              | A2012              | A2014              | C2017              |                    |                    |                        |                        |                        |                        |                        |                        |                        |                        |                        |                        |               |
|     |                           |        |        |                    |                    |                    |                    |                    |                    |                    |                    |                    |                    |                        |                        |                        |                        |                        |                        |                        |                        |                        |                        |               |
| 3.  | Universidad Católica      | 16     | 21     | 1949               | 1954               | 1961               | 1966               | 1984               | 1987               | A1997              | A2002              | C2005              | 2010               | 1962                   | 1964                   | 1965                   | 1967                   | 1968                   | 1989                   | 1990                   | 1994                   | 1995                   | 1996                   |               |
| 3.  | Universidad Católica      | 16     | 21     | C2016              | A2016              | 2018               | 2019               | 2020               | 2021               |                    |                    |                    |                    | C1997                  | 1999                   | 2001                   | C2002                  | A2007                  | C2009                  | A2011                  | T2013                  | A2013                  | C2014                  |               |
| 3.  | Universidad Católica      | 16     | 21     |                    |                    |                    |                    |                    |                    | A2015              |                    |                    |                    |                        |                        |                        |                        |                        |                        |                        |                        |                        |                        |               |
|     |                           |        |        |                    |                    |                    |                    |                    |                    |                    |                    |                    |                    |                        |                        |                        |                        |                        |                        |                        |                        |                        |                        |               |
| 4.  | Cobreloa                  | 8      | 8      | 1980               | 1982               | 1985               | 1988               | 1992               | A2003              | C2003              | C2004              |                    |                    | 1978                   | 1979                   | 1981                   | 1983                   | 1993                   | 2000                   | A2004                  | C2011                  |                        |                        |               |
|     |                           |        |        |                    |                    |                    |                    |                    |                    |                    |                    |                    |                    |                        |                        |                        |                        |                        |                        |                        |                        |                        |                        |               |
| 5.  | Unión Española            | 7      | 10     | 1943               | 1951               | 1973               | 1975               | 1977               | A2005              | T2013              |                    |                    |                    | 1945                   | 1948                   | 1950                   | 1970                   | 1972                   | 1976                   | C2004                  | A2009                  | C2012                  | T2017                  |               |
|     |                           |        |        |                    |                    |                    |                    |                    |                    |                    |                    |                    |                    |                        |                        |                        |                        |                        |                        |                        |                        |                        |                        |               |
| 6.  | Audax Italiano            | 4      | 8      | 1936               | 1946               | 1948               | 1957               |                    |                    |                    |                    |                    |                    | 1934                   | 1935                   | 1938                   | 1940                   | 1944                   | 1947                   | 1951                   | C2006                  |                        |                        |               |
|     |                           |        |        |                    |                    |                    |                    |                    |                    |                    |                    |                    |                    |                        |                        |                        |                        |                        |                        |                        |                        |                        |                        |               |
| 7.  | Magallanes                | 4      | 4      | 1933               | 1934               | 1935               | 1938               |                    |                    |                    |                    |                    |                    | 1936                   | 1937                   | 1942                   | 1946                   |                        |                        |                        |                        |                        |                        |               |
|     |                           |        |        |                    |                    |                    |                    |                    |                    |                    |                    |                    |                    |                        |                        |                        |                        |                        |                        |                        |                        |                        |                        |               |
| 8.  | Everton                   | 4      | 2      | 1950               | 1952               | 1976               | A2008              |                    |                    |                    |                    |                    |                    | 1977                   | 1985                   |                        |                        |                        |                        |                        |                        |                        |                        |               |
|     |                           |        |        |                    |                    |                    |                    |                    |                    |                    |                    |                    |                    |                        |                        |                        |                        |                        |                        |                        |                        |                        |                        |               |
| 9.  | Santiago Wanderers        | 3      | 4      | 1958               | 1968               | 2001               |                    |                    |                    |                    |                    |                    |                    | 1949                   | 1956                   | 1960                   | A2014                  |                        |                        |                        |                        |                        |                        |               |
|     |                           |        |        |                    |                    |                    |                    |                    |                    |                    |                    |                    |                    |                        |                        |                        |                        |                        |                        |                        |                        |                        |                        |               |
| 10. | Huachipato                | 3      | 0      | 1974               | C2012              | 2023               |                    |                    |                    |                    |                    |                    |                    |                        |                        |                        |                        |                        |                        |                        |                        |                        |                        |               |
|     |                           |        |        |                    |                    |                    |                    |                    |                    |                    |                    |                    |                    |                        |                        |                        |                        |                        |                        |                        |                        |                        |                        |               |
| 11. | Palestino                 | 2      | 4      | 1955               | 1978               |                    |                    |                    |                    |                    |                    |                    |                    | 1953                   | 1974                   | 1986                   | C2008                  |                        |                        |                        |                        |                        |                        |               |
|     |                           |        |        |                    |                    |                    |                    |                    |                    |                    |                    |                    |                    |                        |                        |                        |                        |                        |                        |                        |                        |                        |                        |               |
| 12. | Cobresal                  | 1      | 3      | C2015              |                    |                    |                    |                    |                    |                    |                    |                    |                    | 1984                   | 1988                   | 2023                   |                        |                        |                        |                        |                        |                        |                        |               |
|     |                           |        |        |                    |                    |                    |                    |                    |                    |                    |                    |                    |                    |                        |                        |                        |                        |                        |                        |                        |                        |                        |                        |               |
| 13. | Santiago Morning          | 1      | 2      | 1942               |                    |                    |                    |                    |                    |                    |                    |                    |                    | 1939                   | 1941                   |                        |                        |                        |                        |                        |                        |                        |                        |               |
|     |                           |        |        |                    |                    |                    |                    |                    |                    |                    |                    |                    |                    |                        |                        |                        |                        |                        |                        |                        |                        |                        |                        |               |
| 14. | O’Higgins                 | 1      | 1      | A2013              |                    |                    |                    |                    |                    |                    |                    |                    |                    | A2012                  |                        |                        |                        |                        |                        |                        |                        |                        |                        |               |
|     |                           |        |        |                    |                    |                    |                    |                    |                    |                    |                    |                    |                    |                        |                        |                        |                        |                        |                        |                        |                        |                        |                        |               |
| 15. | Green Cross               | 1      | 0      | 1945               |                    |                    |                    |                    |                    |                    |                    |                    |                    |                        |                        |                        |                        |                        |                        |                        |                        |                        |                        |               |
| 15. |                           |        |        |                    |                    |                    |                    |                    |                    |                    |                    |                    |                    |                        |                        |                        |                        |                        |                        |                        |                        |                        |                        |               |
| 15. | Unión San Felipe          | 1      | 0      | 1971               |                    |                    |                    |                    |                    |                    |                    |                    |                    |                        |                        |                        |                        |                        |                        |                        |                        |                        |                        |               |
|     |                           |        |        |                    |                    |                    |                    |                    |                    |                    |                    |                    |                    |                        |                        |                        |                        |                        |                        |                        |                        |                        |                        |               |
| 17. | Rangers                   | 0      | 2      |                    |                    |                    |                    |                    |                    |                    |                    |                    |                    | 1969                   | A2002                  |                        |                        |                        |                        |                        |                        |                        |                        |               |
| 17. |                           |        |        |                    |                    |                    |                    |                    |                    |                    |                    |                    |                    |                        |                        |                        |                        |                        |                        |                        |                        |                        |                        |               |
| 17. | Coquimbo Unido            | 0      | 2      |                    |                    |                    |                    |                    |                    |                    |                    |                    |                    | 1991                   | A2005                  |                        |                        |                        |                        |                        |                        |                        |                        |               |
| 17. |                           |        |        |                    |                    |                    |                    |                    |                    |                    |                    |                    |                    |                        |                        |                        |                        |                        |                        |                        |                        |                        |                        |               |
| 17. | Universidad de Concepción | 0      | 2      |                    |                    |                    |                    |                    |                    |                    |                    |                    |                    | C2007                  | 2018                   |                        |                        |                        |                        |                        |                        |                        |                        |               |
|     |                           |        |        |                    |                    |                    |                    |                    |                    |                    |                    |                    |                    |                        |                        |                        |                        |                        |                        |                        |                        |                        |                        |               |
| 20. | Deportes Concepción       | 0      | 1      |                    |                    |                    |                    |                    |                    |                    |                    |                    |                    | 1975                   |                        |                        |                        |                        |                        |                        |                        |                        |                        |               |
| 20. |                           |        |        |                    |                    |                    |                    |                    |                    |                    |                    |                    |                    |                        |                        |                        |                        |                        |                        |                        |                        |                        |                        |               |
| 20. | Deportes Iquique          | 0      | 1      |                    |                    |                    |                    |                    |                    |                    |                    |                    |                    | A2016                  |                        |                        |                        |                        |                        |                        |                        |                        |                        |               |
| 20. |                           |        |        |                    |                    |                    |                    |                    |                    |                    |                    |                    |                    |                        |                        |                        |                        |                        |                        |                        |                        |                        |                        |               |
| 20. | Unión La Calera           | 0      | 1      |                    |                    |                    |                    |                    |                    |                    |                    |                    |                    | 2020                   |                        |                        |                        |                        |                        |                        |                        |                        |                        |               |
| 20. |                           |        |        |                    |                    |                    |                    |                    |                    |                    |                    |                    |                    |                        |                        |                        |                        |                        |                        |                        |                        |                        |                        |               |
| 20. | Ñublense                  | 0      | 1      |                    |                    |                    |                    |                    |                    |                    |                    |                    |                    | 2022                   |                        |                        |                        |                        |                        |                        |                        |                        |                        |               |

Pogrubioną czcionką zaznaczono kluby, które aktualnie występują w lidze.